# Гайдаш, Александр Никитович
Александр Никитович Гайдаш (14 [27] августа 1916, с. Анновка, Курская губерния — 17 января 2008, Москва) — советский военный. Участник Великой Отечественной войны. Герой Советского Союза (1943). Майор.

## Биография
Александр Никитович Гайдаш родился 14 (27) августа 1916 года в селе Анновка Корочанского уезда Курской губернии Российской империи (ныне село Корочанского района Белгородской области Российской Федерации) в семье служащего. Украинец. Окончил 7 классов средней школы. В 1932 году по комсомольской путёвке работал на строительстве города Комсомольска-на-Амуре. Затем вернулся в родное село и в 1933 году окончил педагогические курсы. До призыва в армию работал учителем.
В ряды Рабоче-крестьянской Красной Армии А. Н. Гайдаш был призван Великомихайловским райвоенкоматом Курской области 25 октября 1937 году. Служил в артиллерийском полку. Окончил полковую школу младших командиров. Демобилизовался в конце 1940 года в звании сержанта. Незадолго до начала войны А. Н. Гайдаш поступил в артиллерийское училище, которое он окончил в августе 1942 года и был направлен в Подмосковье, где на базе артиллерийского учебного центра формировалась 17-я артиллерийская дивизия.
В боях с немецко-фашистскими захватчиками младший лейтенант А. Н. Гайдаш с 1 мая 1943 года в должности командира огневого взвода 6-й батареи 92-й тяжёлой гаубичной артиллерийской бригады разрушения 17-й артиллерийской дивизии прорыва Брянского фронта. В июне 1943 года дивизия была включена в состав 7-го артиллерийского корпуса прорыва и участвовала в Курской стратегической оборонительной операции. Перед началом Белгородско-Харьковской операции Курской битвы 7-й артиллерийский корпус был подчинён Воронежскому фронту и должен был поддерживать 27-ю и 40-ю армии, наступающие на ахтырском направлении.
18 августа 1943 года немцы из района Ахтырки нанесли мощный контрудар. После артиллерийской подготовки и авианалёта немецкие танки, поддерживаемые пехотой, прорвали оборону 166-й стрелковой дивизии 27-й армии и вышли на оперативный простор, создав угрозу окружения 2 советских дивизий. Артиллеристы 7-го артиллерийского корпуса получили приказ остановить вражеский прорыв. В ходе пятичасового боя в полном окружении без прикрытия стрелковых частей взвод младшего лейтенанта А. Н. Гайдаша уничтожил 7 танков, в том числе 4 «Тигра», 2 бронемашины, 7 мотоциклов и до роты немецких автоматчиков. Александр Никитович во время боя был тяжело ранен, но продолжал руководить взводом. В результате слаженных действий артиллеристы не только смогли остановить прорыв противника, но и сохранили материальную часть и боеспособные расчёты. С наступлением темноты взвод отошёл на заранее подготовленные позиции, а младший лейтенант Гайдаш был эвакуирован в госпиталь.
Указом Президиума Верховного Совета СССР от 9 октября 1943 года младшему лейтенанту Гайдашу Александру Никитовичу было присвоено звание Героя Советского Союза.
После лечения в госпитале Александр Никитович вернулся в свою часть, воевавшую на 1-м Украинском фронте, и принимал участие в освобождении Киева в ходе Киевской наступательной операции и отражении немецкого контрудара под Киевом во время Киевской оборонительной операции, освобождении Житомира в ходе Житомирско-Бердичевской операции. В компании 1944 года лейтенант А. Н. Гайдаш участвовал в Львовско-Сандомирской и Восточно-Карпатской операциях, в кампании 1945 года — в Сандомирско-Силезской наступательной, Нижнесилезской, Верхне-Силезской и Берлинской операциях. Боевой путь завершил в Чехословакии во время Пражской операции.
После войны Александр Никитович окончил Высшую офицерскую артиллерийскую школу и служил в артиллерийских частях Советской Армии до 1959 году. Уволившись в запас в звании майора, жил в Москве. До 1979 года работал начальником участка инкассации. 17 января 2008 года Александр Никитович скончался. Похоронен в Москве на Перепечинском кладбище.

## Награды
- Медаль «Золотая Звезда» (09.10.1943).
- Орден Ленина (09.10.1943).
- Орден Отечественной войны 1 степени (06.04.1985).
- Орден Красной Звезды (25.05.1945; 1952?).
- Медали.

## Память
- В честь Героя Советского Союза А. Н. Гайдаша установлена памятная стела в селе Анновка Белгородской области.
- Имя Героя Советского Союза А. Н. Гайдаша носит Анновская средняя школа.

## Примечание
1. ↑  На момент представления к званию Героя Советского Союза — младший лейтенант.
2. ↑  В наградном листе и указе о присвоении звания Героя Советского Союза ошибочно указано имя Алексей.

## Документы
- Общедоступный электронный банк документов «Подвиг Народа в Великой Отечественной войне 1941—1945 гг.» Архивировано 13 марта 2012 года. № в базе данных 150006611 Герой Советского Союза. Архивировано 21 сентября 2012 года., 12097505 Список награждённых. Архивировано 21 сентября 2012 года., 1511216410 Орден Отечественной войны 1-й степени. Архивировано 16 мая 2013 года., 43815068 Орден Красной Звезды. Архивировано 21 сентября 2012 года.